# Akira Ozaki
Akira Ozaki (尾崎あきら?, Ozaki Akira; Hiroshima, 29 marzo ...) è una fumettista giapponese.
Fa il suo debutto nel 2003 con l'opera Futari de Ikou, Issho ni Ikou a cui proseguono altre storie brevi e racconti poi raccolti in antologie, tutte pubblicate da Shūeisha su Bessatsu Margaret.
Nel 2013 iniziò ad illustrare Haru X Kiyo che le conferirà una certa notorietà, divenendo famosa in Giappone ed edita anche all'estero e per il quale l'autrice iniziò a firmare l'opera con degli ideogrammi differenti da quanto usato in precedenza. Il manga è stato concluso nel 2016 e l'autrice sta attualmente lavorando alla sua nuova opera: Fushigi no Arisugawa-san.

## Opere
- Futari de Ikou, Issho ni Ikou (2003)
- Ookami to Mitsubachi (2007)
- Sayonara Rockin' Horse (2007)
- Sayonara Shitsuren Bancho (2008)
- Bushido Sixteen (2009) - 4 volumi
- Atashi no Banbi (2011) - 1 volume
- Otagawa Junjo Lovers (2013) - 1 volume
- Haru x Kiyo (2013) - 9 volumi
- Fushigi no Arisugawa-san (2016) - in corso